# Waardeel
Waardeel of waar is de naam voor de eenheid van aandelen in een boermarke, de gemeenschappelijke bezittingen van een buurschap. 
De zelfstandige boeren in een buurschap, en indien aanwezig ook de adel, de kerk of een klooster, konden waardelen bezitten. Eigenaars van een gewaard erf, zelfstandige boeren met meer dan een kwart waardeel (eigenerfden) werden "geërfde", “erfman” of “goedsheer” genoemd. Ze vormden het bestuur van de marke, met de markerichter als voorzitter. Zelfstandige boeren met een kwart waardeel of minder werden keuters of katers genoemd; zij namen wel overeenkomstig de grootte van hun waardeel deel in de marke, maar waren niet vertegenwoordigd in het bestuur. 
Door onderlinge huwelijken en leningen of anderszins konden (delen van) waardelen overgaan naar anderen. In de loop der tijd ontstonden hierdoor ingewikkelde eigendomsverhoudingen.
In de loop van de 19e eeuw werden de gemeenschappelijke gronden van de marken juridisch verdeeld over de waardeelhouders. Elke waardeelhouder kreeg een aandeel van de markegrond dat overeenkwam met zijn waardeel. Het eigendomssysteem met waardelen hield hierdoor op te bestaan. De precieze wijze van verdelen verschilde echter per marke. In verscheidene gevallen werd de verdeelsleutel mede bepaald aan de hand van de grootte van het grondbezit van een eigenaar en/of het bezit van een huis in de marke. 